# Campionati europei di ciclismo su pista 2018 - Inseguimento a squadre femminile
L'inseguimento a squadre femminile ai Campionati europei di ciclismo su pista 2018 si è svolta il 2 e il 3 agosto 2018 presso la Commonwealth Arena and Sir Chris Hoy Velodrome di Glasgow, nel Regno Unito.

## Podio
| Pos.    | Atleta                                                               | Nazionalità   |
| ------- | -------------------------------------------------------------------- | ------------- |
| Oro     | Katie Archibald Laura Kenny Elinor Barker Neah Evans Ellie Dickinson | Gran Bretagna |
| Argento | Letizia Paternoster Silvia Valsecchi Marta Cavalli Elisa Balsamo     | Italia        |
| Bronzo  | Charlotte Becker Gudrun Stock Mieke Kröger Lisa Brennauer            | Germania      |

## Risultati

### Qualifiche
I migliori 4 tempi si qualificano al primo turno per concorrere all'oro, le rimanenti squadre per bronzo
| Posizione | Atlete                                                                        | Nazione       | Tempo    | Gap     | Note |
| --------- | ----------------------------------------------------------------------------- | ------------- | -------- | ------- | ---- |
| 1         | Katie Archibald Elinor Barker Laura Kenny Ellie Dickinson                     | Gran Bretagna | 4:19.330 |         | Q    |
| 2         | Letizia Paternoster Elisa Balsamo Marta Cavalli Silvia Valsecchi              | Italia        | 4:21.928 | +2.598  | Q    |
| 3         | Charlotte Becker Lisa Brennauer Mieke Kröger Gudrun Stock                     | Germania      | 4:25.187 | +5.857  | Q    |
| 4         | Laurie Berthon Pascale Jeuland Victoire Berteau Coralie Demay                 | Francia       | 4:27.310 | +7.980  | Q    |
| 5         | Daria Pikulik Nikol Plosaj Lucja Pietrzak Justyna Kaczkowska                  | Polonia       | 4:27.786 | +8.456  | q    |
| 6         | Lotte Kopecky Gilke Croket Shari Bossuyt Annelies Dom                         | Belgio        | 4:31.147 | +11.817 | q    |
| 7         | Evgenia Augustinas Aleksandra Goncharova Gulnaz Badykova Anastasiia Iakovenko | Russia        | 4:31.382 | +12.052 | q    |
| 8         | Hanna Solovey Oksana Kliachina Valeriya Kononenko Anna Nahirna                | Ucraina       | 4:32.314 | +12.984 | q    |
| 9         | Hanna Tserakh Ina Savenka Polina Pivovarova Anastasiya Dzedzikava             | Bielorussia   | 4:34.097 | +14.767 |      |
| 10        | Mia Griffin Hilary Hughes Alice Sharpe Orla Walsh                             | Irlanda       | 4:57.325 | +37.995 |      |

### Primo turno
Le vincenti della terza e quarta batteria accedono alla finale per l'oro, delle rimanenti i migliori 2 tempi accedono alla finale per il bronzo, le altre squadre si classificano in base al tempo conseguito
| Posizione | Batteria | Atlete                                                                        | Nazione       | Tempo    | Note |
| --------- | -------- | ----------------------------------------------------------------------------- | ------------- | -------- | ---- |
| 1         | 4        | Katie Archibald Elinor Barker Laura Kenny Neah Evans                          | Gran Bretagna | 4:17.882 | Q    |
| 2         | 3        | Letizia Paternoster Elisa Balsamo Marta Cavalli Silvia Valsecchi              | Italia        | 4:21.005 | Q    |
| 3         | 3        | Charlotte Becker Lisa Brennauer Mieke Kröger Gudrun Stock                     | Germania      | 4:23.754 | q    |
| 4         | 2        | Daria Pikulik Nikol Plosaj Justyna Kaczkowska Wiktoria Pikulik                | Polonia       | 4:24.361 | q    |
| 5         | 4        | Laurie Berthon Pascale Jeuland Victoire Berteau Coralie Demay                 | Francia       | 4:26.325 |      |
| 6         | 1        | Lotte Kopecky Gilke Croket Shari Bossuyt Annelies Dom                         | Belgio        | 4:28.911 |      |
| 7         | 1        | Evgenia Augustinas Aleksandra Goncharova Gulnaz Badykova Anastasiia Iakovenko | Russia        | 4:29.235 |      |
| 8         | 2        | Hanna Solovey Oksana Kliachina Valeriya Kononenko Anna Nahirna                | Ucraina       | 4:33.827 |      |

### Finali
| Classifica           | Atlete                                                           | Nazione       | Tempo    | Gap    |
| -------------------- | ---------------------------------------------------------------- | ------------- | -------- | ------ |
| Finale per l'oro     |                                                                  |               |          |        |
| 1                    | Katie Archibald Laura Kenny Elinor Barker Neah Evans             | Gran Bretagna | 4:16.896 |        |
| 2                    | Letizia Paternoster Silvia Valsecchi Marta Cavalli Elisa Balsamo | Italia        | 4:25.384 | +8.488 |
| Finale per il bronzo |                                                                  |               |          |        |
| 3                    | Charlotte Becker Gudrun Stock Mieke Kröger Lisa Brennauer        | Germania      | 4:23.105 |        |
| 4                    | Nikol Plosaj Justyna Kaczkowska Daria Pikulik Wiktoria Pikulik   | Polonia       | 4:30.444 | +7.339 |